# Walk Away (canción de Christina Aguilera)
«Walk Away» es una canción escrita por Christina Aguilera, Scott Storch y Matt Morris, y grabada para el segundo álbum de estudio de Aguilera, Stripped de (2002).

## Lanzamiento
Es la canción número tres del segundo álbum de estudio en inglés, cuarto en general, de Christina Aguilera. Inicialmente Aguilera tenía pensado lanzar esta canción como sencillo en el 2003, pero su compañía discográfica pensó que sería mejor lanzar otra balada para repetir el éxito del año anterior con Beautiful, siendo The Voice Within el quinto y último sencillo de Stripped. Logró entrar en las listas danesas varios años después.

## Video musical
Como video musical se utilizó la performance que Christina Aguilera realizó en el Stripped World Tour. En dicha performance, Aguilera canta vestida con un traje negro y un sombrero rosa; mientras uno de sus bailarines, Leo Moctezuma, realiza un baile sensual en un cubículo que por momentos sólo deja ver su silueta. A continuación de esta canción, interpreta Fighter, que casualmente es la canción siguiente en el álbum también.

## Posicionamiento
| Listas (2008)           | Posición |
| ----------------------- | -------- |
| Dinamarca Singles Chart | 35       |